# Bello (Teruel)
Bello es un municipio y localidad española de la provincia de Teruel, en la comunidad autónoma de Aragón. El término municipal, ubicado en la ubicado en la comarca del Jiloca, tiene una población de 213 habitantes (INE 2024). La localidad, ubicada junto a la laguna de Gallocanta, está situada a unos 1005 m sobre el nivel del mar.

## Geografía
Parte de su término municipal está ocupado por la reserva natural dirigida de la Laguna de Gallocanta.En el término municipal de esta población, se halla el centro de interpretación de la laguna de Gallocanta.  La localidad está situada a unos 93,8 km de Teruel. Está situado a 1005 m sobre el nivel del mar. El municipio tiene un área de 52,49 km² con una población de 245 habitantes (INE 2016) y una densidad de 5,89 hab/km². El código postal es 44232.

## Historia
Los orígenes del poblamiento se remontan a la Edad del Bronce, constituyendo un asentamiento estable en la época celtibérica donde son visibles todavía los restos de la muralla. El nombre del pueblo tiene su origen en un vocablo celtibérico, bello, posiblemente en referencia a la tribu de los Bellos. No sólo recibió el nombre el pueblo, también la comarca conocida históricamente como Campo de Bello, tierra de los bellos. En la época romana se consolidó una comunidad con muestras monetarias, cerámicas y alguna referencia topográfica. Cean Bermúdez en el siglo XIX, situaba en este enclave la ciudad romana de Lucantum y lo refrendaba por la aparición de restos materiales incuestionables. Todavía existe hoy el enclave del acueducto romano.
En 1121 la aldea islámica es conquistada por Alfonso I el Batallador e incorporada al reino cristiano de Aragón, fomentando la devoción al santo benedictino de moda, Santo Domingo de Silos.
En el año 1248, por privilegio de Jaime I, este lugar se desliga de la dependencia de Daroca, pasando a formar parte de Sesma del Campo de Gallocanta en la Comunidad de Aldeas de Daroca, que en 1838 fue disuelta.
A mediados del siglo XIX, el lugar tenía contabilizada una población de 432 habitantes. Aparece descrito en el cuarto volumen del Diccionario geográfico-estadístico-histórico de España y sus posesiones de Ultramar de Pascual Madoz de la siguiente manera:

BELLO: l. con ayunt. de la prov. de Teruel (10 leg.) part. jud. y adm. de rent. de Calamocha (3), aud. terr. c. g. y dióc. de Zaragoza (16): sit. en un llano rodeado de varios cerros, y aunque disfruta de libre ventilacion, es su clima mal sano por la humedad y miasmas de una laguna que hay en su térm. de que se hablará. Tiene 150 casas distribuidas en varias calles; una de ayunt. y cárcel; una escuela de primeras letras dotada con 1500 rs. vn., á la que concurren 60 discípulos, y una igl. parr. (la Natividad de Ntra Sra.) servida por un cura y un capellan patrimonista: el curato es de ter. ascenso y se provee por S.M. ó el diocesano, previa oposicion en concurso general: el cementerio ocupa un parage ventilado fuera de la pobl.: los vec. se surten para beber y demas usos domésticos de aguas de pozos que hay en casi todas las casas, é inmediata á estas hay una ermita con culto público dedicada á la Sma. Trinidad. Confina el lerm. por N. con Torralva de los Sisones (1 leg.); por E. con Cuerlas (1); por S. con Tornos (1/2), y por O. con Odon (1/2); dentro de su circunferencia se encuentra la laguna de Gallo Canta, que se forma con las aguas que descienden de los cerros que hemos dicho; rodean el llano que ocupa la pobl. y que haciéndose salobres, perjudican mucho la salud pública y la agricultura. El terreno es húmedo y de todas clases, con escaso arbolado poro abundante en yerbas de pasto. Caminos: conducen á Daroca, Teruel, Calatayud y Molina; se hallan en buen estado. correos se reciben de Daroca por una persona asalariada que llega los miércoles y domingos, en cuyos dias sale. prod. cereales, azafran y legumbres; cria bastante ganado lanar, y caza de perdices, conejos y liebres. ind. y comercio, Carece de la 1.ª y el 2.º se reduce á la esportacion de lana y azafran, é importacion de los artículos que faltan. pobl. 108 vec. 432 alm.
(Madoz, 1846, p. 153)

## Demografía
Bello cuenta con una población de 213 habitantes (INE 2024).
| Gráfica de evolución demográfica de Bello entre 1842 y 2021                                                         |
| |
| Población de derecho según los censos de población del INE Población de hecho según los censos de población del INE |

## Administración y política
| Período   | Alcalde                    | Partido |  |
| --------- | -------------------------- | ------- |  |
| 1979-1983 | José Lázaro Viladegut      | CD      |  |
| 1983-1987 | Jesús Vicente              |         |  |
| 1987-1991 | Manuel Barrado Vicente     |         |  |
| 1991-1995 | Francisco Peribañez        | PP      |  |
| 1995-1999 | Juan Jesús Vicente García  |         |  |
| 1999-2003 | Fernando Vicente Vallestín | PSOE    |  |
| 2003-2007 | José L. Barrado Vicente    |         |  |
| 2007-2011 |                            |         |  |
| 2011-2015 | Jaime Barrado Lidón        | PAR     |  |

| Partido político    | Partido político                                   | 2003   | 2007   | 2011   | 2015   |
| Partido político    | Partido político                                   | Ediles | Ediles | Ediles | Ediles |
|                     | Partido Aragonés (PAR)                             | 2      | 2      | 4      | 4      |
|                     | Partido Popular de Aragón (PP)                     | 3      | 3      | 2      | 1      |
|                     | Partido de los Socialistas de Aragón (PSOE-Aragón) | 2      | 2      | 1      | 0      |
|                     | Chunta Aragonesista (CHA)                          | —      | 0      | —      | 0      |
| Total de concejales | Total de concejales                                | 7      | 7      | 7      | 5      |

## Patrimonio
- Iglesia bajo la advocación de la Natividad de Nuestra Señora,[4] del último tercio del siglo XVI, posee un altar mayor formado por tablas procedentes de un retablo gótico de la segunda mitad del siglo XV. Cruz procesional de tipo renacentista. Es notable la torre del siglo XIII cuyos cuerpos superiores fueron añadidos en el siglo XV y a finales del siglo XVI. Destaca la pintura de la Sagrada Familia de Bayeu regalada por el Cardenal Marco en el siglo XIX para decorar la capilla familiar
- Ermita de la Trinidad.
- El Castillo. Torreón de la Primicia y resto de murallas. Siglo XII-XV
- Casa del Lugar. Siglo XVII. Ayuntamiento con lonja, posteriormente trinquete y escuela, cárcel y reloj de 1916 regalado por el Varón de Velasco.
- Casa-palacio de los Marco, de los Catalán, Rectoral, del Notario.
- Silo, perteneciente a la Red Nacional de Silos y Graneros.

## Fiestas
- La romería a Santo Domingo de Silos "El Santo" o " El Perillán": Se procesiona a una ermita cerca de Embid (Guadalajara) y el Río Piedra (el sábado del segundo domingo de mayo)
- La Natividad de Nuestra Señora, "la Virgen de Septiembre": Se celebra el día 8 septiembre. Se celebra una misa con honor a la Virgen seguida por una procesión por las principales calles del pueblo. Antiguamente las fiestas eran del 6 al 13 de septiembre, pero actualmente se parten en agosto y septiembre (agosto 18-21 y septiembre 6-8)

## Galería de imágenes

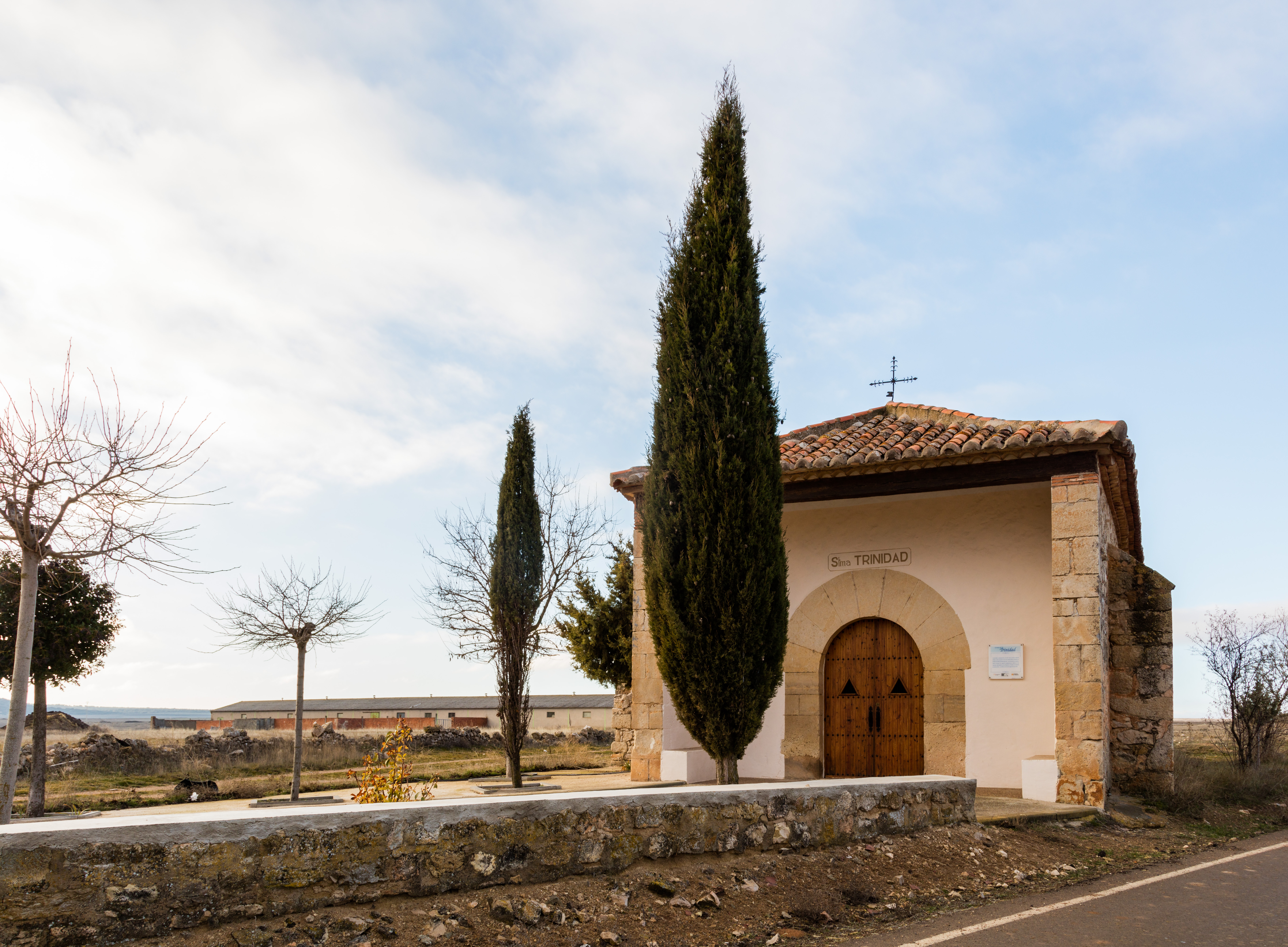
Ermita de la Trinidad
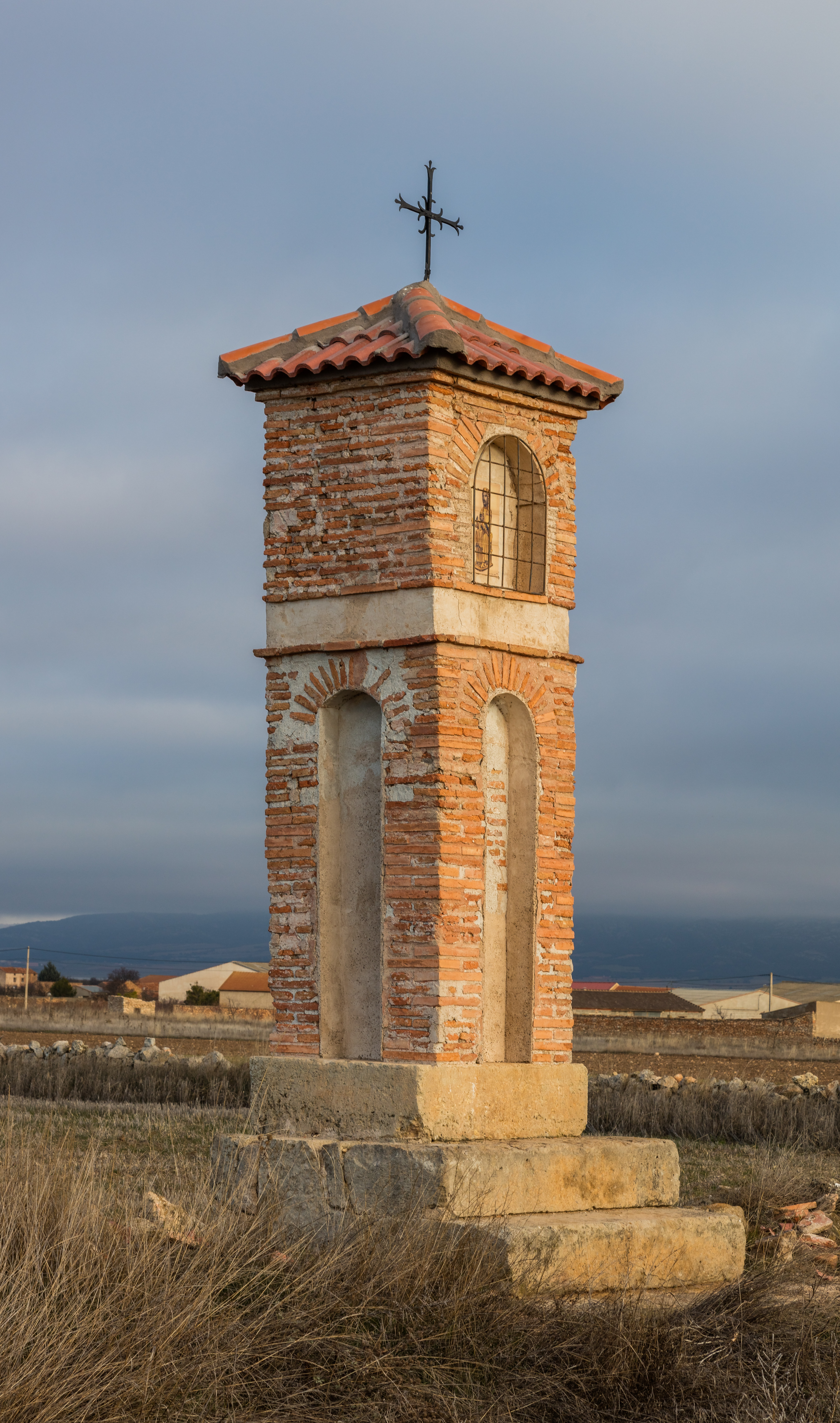
Peirón
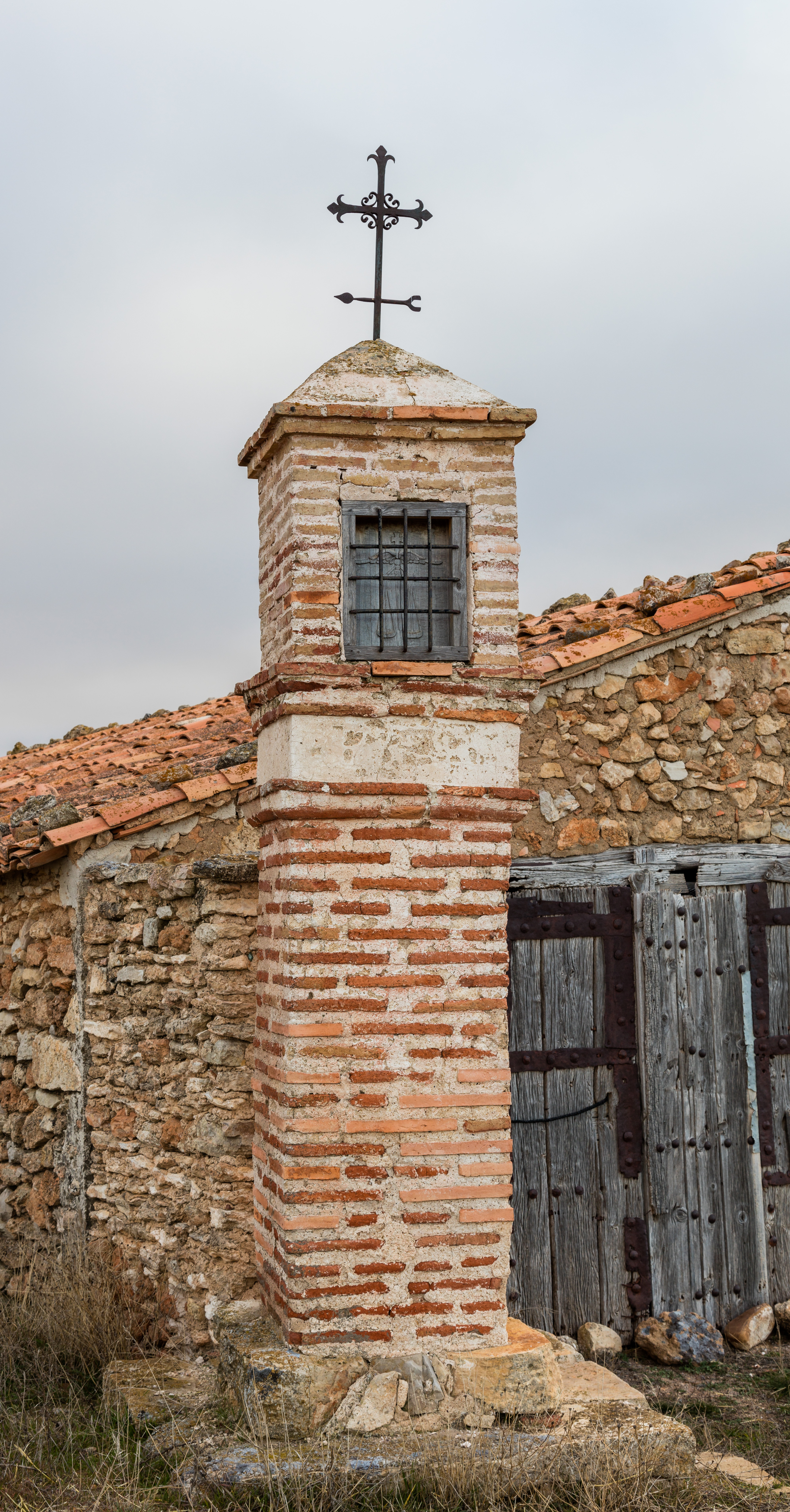
Peirón